# Stylissa conulosa
Stylissa conulosa är en svampdjursart som först beskrevs av Arthur Dendy 1922.  Stylissa conulosa ingår i släktet Stylissa och familjen Dictyonellidae. Inga underarter finns listade i Catalogue of Life.